# Malina (distrikt)
Malina (bulgariska: Малина) är ett distrikt i Bulgarien.   Det ligger i kommunen Obsjtina General-Tosjevo och regionen Dobritj, i den östra delen av landet, 400 km öster om huvudstaden Sofia.
Trakten runt Malina består till största delen av jordbruksmark. Runt Malina är det ganska glesbefolkat, med 38 invånare per kvadratkilometer.